# Rue Henri-Jadart
La rue Henri-Jadart est une voie de la commune de Reims, située au sein du département de la Marne, en région Grand Est.

## Situation et accès
La rue Henri-Jadart appartient administrativement au quartier Centre Ville et fait partie des rues qui entourent le musée.
La voie est à sens unique sur toute sa longueur avec une bande cyclable à contre-sens.

## Origine du nom
Elle porte le nom de Henri Jadart, conservateur du Musée et de la bibliothèque de Reims.

## Historique
Elle porte ce nom depuis 1924.

## Bâtiments remarquables et lieux de mémoire
- Musée des beaux-arts de Reims qui fait objet d’une inscription au titre des monuments historiques [1].